# Qualificazioni al campionato mondiale di calcio 1990 - AFC
Sono elencate di seguito le date e i risultati della zona asiatica (AFC) per le qualificazioni al mondiale del 1990.

## Formula
26 membri FIFA: le  Maldive si ritirano prima di effettuare il sorteggio. Rimangono così 25 squadre, divisi in due turni di qualificazione per due posti disponibili per la fase finale.
- Primo turno - 6 gruppi di qualificazione, con partite di andata e ritorno (il  Bahrein, l' India e lo  Yemen del Sud si ritirano senza aver giocato alcun match). La vincente di ogni gruppo accede al secondo turno.
- Secondo turno - 1 gruppo di qualificazione, con partite di sola andata giocate tutte a Singapore. Le prime due classificate si qualificano alla fase finale.

## Primo Turno

### Gruppo 1
| Data             | Luogo   | Squadra 1 | Risultato | Squadra 2 |
| ---------------- | ------- | --------- | --------- | --------- |
| 6 gennaio 1989   | Doha    | Qatar     | 1 - 0     | Giordania |
| 6 gennaio 1989   | Mascate | Oman      | 1 - 1     | Iraq      |
| 13 gennaio 1989  | Mascate | Oman      | 0 - 0     | Qatar     |
| 13 gennaio 1989  | Amman   | Giordania | 0 - 1     | Iraq      |
| 20 gennaio 1989  | Amman   | Giordania | 2 - 0     | Oman      |
| 20 gennaio 1989  | Doha    | Qatar     | 1 - 0     | Iraq      |
| 27 gennaio 1989  | Amman   | Giordania | 1 - 1     | Qatar     |
| 27 gennaio 1989  | Baghdad | Iraq      | 3 - 1     | Oman      |
| 3 febbraio 1989  | Doha    | Qatar     | 3 - 0     | Oman      |
| 3 febbraio 1989  | Baghdad | Iraq      | 4 - 0     | Giordania |
| 10 febbraio 1989 | Mascate | Oman      | 0 - 2     | Giordania |
| 10 febbraio 1989 | Baghdad | Iraq      | 2 - 2     | Qatar     |

| Pos | Squadra   | Pti | G | V | N | P | GF | GS | DR |
| --- | --------- | --- | - | - | - | - | -- | -- | -- |
| 1   | Qatar     | 9   | 6 | 3 | 3 | 0 | 8  | 3  | +5 |
| 2   | Iraq      | 8   | 6 | 3 | 2 | 1 | 11 | 5  | +6 |
| 3   | Giordania | 5   | 6 | 2 | 1 | 3 | 5  | 7  | -2 |
| 4   | Oman      | 2   | 6 | 0 | 2 | 4 | 2  | 11 | -9 |

 Qatar qualificato.

### Gruppo 2
| Data          | Luogo   | Squadra 1      | Risultato | Squadra 2      |
| ------------- | ------- | -------------- | --------- | -------------- |
| 10 marzo 1989 | Sana'a  | Yemen del Nord | 0 - 1     | Siria          |
| 15 marzo 1989 | Gedda   | Arabia Saudita | 5 - 4     | Siria          |
| 20 marzo 1989 | Sana'a  | Yemen del Nord | 0 - 1     | Arabia Saudita |
| 25 marzo 1989 | Latakia | Siria          | 2 - 0     | Yemen del Nord |
| 30 marzo 1989 | Latakia | Siria          | 0 - 0     | Arabia Saudita |
| 5 aprile 1989 | Riad    | Arabia Saudita | 1 - 0     | Yemen del Nord |

| Pos | Squadra        | Pti | G | V | N | P | GF | GS | DR |
| --- | -------------- | --- | - | - | - | - | -- | -- | -- |
| 1   | Arabia Saudita | 7   | 4 | 3 | 1 | 0 | 7  | 4  | +3 |
| 2   | Siria          | 5   | 4 | 2 | 1 | 1 | 7  | 5  | +2 |
| 3   | Yemen del Nord | 0   | 4 | 0 | 0 | 4 | 0  | 5  | -5 |
| 4   | Bahrein        | 0   | 0 | 0 | 0 | 0 | 0  | 0  | 0  |

 Arabia Saudita qualificata.

### Gruppo 3
| Data             | Luogo             | Squadra 1           | Risultato | Squadra 2           |
| ---------------- | ----------------- | ------------------- | --------- | ------------------- |
| 6 gennaio 1989   | Islamabad         | Pakistan            | 0 - 1     | Kuwait              |
| 13 gennaio 1989  | Madinat al-Kuwait | Kuwait              | 3 - 2     | Emirati Arabi Uniti |
| 20 gennaio 1989  | Sharja            | Emirati Arabi Uniti | 5 - 0     | Pakistan            |
| 27 gennaio 1989  | Madinat al-Kuwait | Kuwait              | 2 - 0     | Pakistan            |
| 3 febbraio 1989  | Sharja            | Emirati Arabi Uniti | 1 - 0     | Kuwait              |
| 10 febbraio 1989 | Islamabad         | Pakistan            | 1 - 4     | Emirati Arabi Uniti |

| Pos | Squadra             | Pti | G | V | N | P | GF | GS | DR  |
| --- | ------------------- | --- | - | - | - | - | -- | -- | --- |
| 1   | Emirati Arabi Uniti | 6   | 4 | 3 | 0 | 1 | 12 | 4  | +8  |
| 2   | Kuwait              | 6   | 4 | 3 | 0 | 1 | 6  | 3  | +3  |
| 3   | Pakistan            | 0   | 4 | 0 | 0 | 4 | 1  | 12 | -11 |
| 4   | Yemen del Sud       | 0   | 0 | 0 | 0 | 0 | 0  | 0  | 0   |

 Emirati Arabi Uniti qualificati.

### Gruppo 4
| Data           | Luogo     | Squadra 1     | Risultato | Squadra 2     |
| -------------- | --------- | ------------- | --------- | ------------- |
| 23 maggio 1989 | Seul      | Malaysia      | 2 - 0     | Nepal         |
| 23 maggio 1989 | Seul      | Corea del Sud | 3 - 0     | Singapore     |
| 25 maggio 1989 | Seul      | Malaysia      | 1 - 0     | Singapore     |
| 25 maggio 1989 | Seul      | Corea del Sud | 9 - 0     | Nepal         |
| 27 maggio 1989 | Seul      | Singapore     | 3 - 0     | Nepal         |
| 27 maggio 1989 | Seul      | Corea del Sud | 3 - 0     | Malaysia      |
| 3 giugno 1989  | Singapore | Singapore     | 2 - 2     | Malaysia      |
| 3 giugno 1989  | Singapore | Corea del Sud | 4 - 0     | Nepal         |
| 5 giugno 1989  | Singapore | Corea del Sud | 3 - 0     | Malaysia      |
| 5 giugno 1989  | Singapore | Singapore     | 7 - 0     | Nepal         |
| 7 giugno 1989  | Singapore | Singapore     | 0 - 3     | Corea del Sud |
| 7 giugno 1989  | Singapore | Malaysia      | 3 - 0     | Nepal         |

| Pos | Squadra       | Pti | G | V | N | P | GF | GS | DR  |
| --- | ------------- | --- | - | - | - | - | -- | -- | --- |
| 1   | Corea del Sud | 12  | 6 | 6 | 0 | 0 | 25 | 0  | +25 |
| 2   | Malaysia      | 7   | 6 | 3 | 1 | 2 | 8  | 8  | 0   |
| 3   | Singapore     | 5   | 6 | 2 | 1 | 3 | 12 | 9  | +3  |
| 4   | Nepal         | 0   | 6 | 0 | 0 | 6 | 0  | 28 | -28 |
| 5   | India         | 0   | 0 | 0 | 0 | 0 | 0  | 0  | 0   |

 Corea del Sud qualificata.

### Gruppo 5
| Data             | Luogo    | Squadra 1  | Risultato | Squadra 2  |
| ---------------- | -------- | ---------- | --------- | ---------- |
| 19 febbraio 1989 | Bangkok  | Thailandia | 1 - 0     | Bangladesh |
| 23 febbraio 1989 | Pechino  | Cina       | 2 - 0     | Bangladesh |
| 23 febbraio 1989 | Bangkok  | Thailandia | 0 - 3     | Iran       |
| 27 febbraio 1989 | Dacca    | Bangladesh | 1 - 2     | Iran       |
| 28 febbraio 1989 | Bangkok  | Thailandia | 0 - 3     | Cina       |
| 4 marzo 1989     | Dacca    | Bangladesh | 0 - 2     | Cina       |
| 8 marzo 1989     | Dacca    | Bangladesh | 3 - 1     | Thailandia |
| 17 marzo 1989    | Teheran  | Iran       | 1 - 0     | Bangladesh |
| 30 maggio 1989   | Teheran  | Iran       | 3 - 0     | Thailandia |
| 15 luglio 1989   | Shenyang | Cina       | 2 - 0     | Iran       |
| 22 luglio 1989   | Teheran  | Iran       | 3 - 2     | Cina       |
| 29 luglio 1989   | Pechino  | Cina       | 2 - 0     | Thailandia |

| Pos | Squadra    | Pti | G | V | N | P | GF | GS | DR  |
| --- | ---------- | --- | - | - | - | - | -- | -- | --- |
| 1   | Cina       | 10  | 6 | 5 | 0 | 1 | 13 | 3  | +10 |
| 2   | Iran       | 10  | 6 | 5 | 0 | 1 | 12 | 5  | +7  |
| 3   | Bangladesh | 2   | 6 | 1 | 0 | 5 | 4  | 9  | -5  |
| 4   | Thailandia | 2   | 6 | 1 | 0 | 5 | 2  | 14 | -12 |

 Cina qualificata.

### Gruppo 6
| Data           | Luogo     | Squadra 1      | Risultato | Squadra 2      |
| -------------- | --------- | -------------- | --------- | -------------- |
| 21 maggio 1989 | Giacarta  | Indonesia      | 0 - 0     | Corea del Nord |
| 22 maggio 1989 | Hong Kong | Hong Kong      | 0 - 0     | Giappone       |
| 27 maggio 1989 | Hong Kong | Hong Kong      | 1 - 2     | Corea del Nord |
| 28 maggio 1989 | Giacarta  | Indonesia      | 0 - 0     | Giappone       |
| 4 giugno 1989  | Hong Kong | Hong Kong      | 1 - 1     | Indonesia      |
| 4 giugno 1989  | Tokyo     | Giappone       | 2 - 1     | Corea del Nord |
| 11 giugno 1989 | Tokyo     | Giappone       | 5 - 0     | Indonesia      |
| 18 giugno 1989 | Kōbe      | Giappone       | 0 - 0     | Hong Kong      |
| 25 giugno 1989 | Giacarta  | Indonesia      | 3 - 2     | Hong Kong      |
| 25 giugno 1989 | Pyongyang | Corea del Nord | 2 - 0     | Giappone       |
| 2 luglio 1989  | Pyongyang | Corea del Nord | 4 - 1     | Hong Kong      |
| 9 luglio 1989  | Pyongyang | Corea del Nord | 2 - 1     | Indonesia      |

| Pos | Squadra        | Pti | G | V | N | P | GF | GS | DR |
| --- | -------------- | --- | - | - | - | - | -- | -- | -- |
| 1   | Corea del Nord | 9   | 6 | 4 | 1 | 1 | 11 | 5  | +6 |
| 2   | Giappone       | 7   | 6 | 2 | 3 | 1 | 7  | 3  | +4 |
| 3   | Indonesia      | 5   | 6 | 1 | 3 | 2 | 5  | 10 | -5 |
| 4   | Hong Kong      | 3   | 6 | 0 | 3 | 3 | 5  | 10 | -5 |

 Corea del Nord qualificata.

## Secondo turno

### Risultati
| Data            | Luogo     | Squadra 1           | Risultato | Squadra 2           |
| --------------- | --------- | ------------------- | --------- | ------------------- |
| 12 ottobre 1989 | Singapore | Emirati Arabi Uniti | 0 - 0     | Corea del Nord      |
| 12 ottobre 1989 | Singapore | Cina                | 2 - 1     | Arabia Saudita      |
| 13 ottobre 1989 | Singapore | Corea del Sud       | 0 - 0     | Qatar               |
| 16 ottobre 1989 | Singapore | Qatar               | 1 - 1     | Arabia Saudita      |
| 16 ottobre 1989 | Singapore | Corea del Sud       | 1 - 0     | Corea del Nord      |
| 17 ottobre 1989 | Singapore | Emirati Arabi Uniti | 2 - 1     | Cina                |
| 20 ottobre 1989 | Singapore | Corea del Sud       | 1 - 0     | Cina                |
| 20 ottobre 1989 | Singapore | Corea del Nord      | 2 - 0     | Qatar               |
| 21 ottobre 1989 | Singapore | Arabia Saudita      | 0 - 0     | Emirati Arabi Uniti |
| 24 ottobre 1989 | Singapore | Emirati Arabi Uniti | 1 - 1     | Qatar               |
| 24 ottobre 1989 | Singapore | Cina                | 1 - 0     | Corea del Nord      |
| 25 ottobre 1989 | Singapore | Corea del Sud       | 2 - 0     | Arabia Saudita      |
| 28 ottobre 1989 | Singapore | Qatar               | 2 - 1     | Cina                |
| 28 ottobre 1989 | Kuantan   | Emirati Arabi Uniti | 1 - 1     | Corea del Sud       |
| 28 ottobre 1989 | Canton    | Arabia Saudita      | 2 - 0     | Corea del Nord      |

### Classifica
| Pos | Squadra             | Pti | G | V | N | P | GF | GS | DR |
| --- | ------------------- | --- | - | - | - | - | -- | -- | -- |
| 1   | Corea del Sud       | 8   | 5 | 3 | 2 | 0 | 5  | 1  | +4 |
| 2   | Emirati Arabi Uniti | 6   | 5 | 1 | 4 | 0 | 4  | 3  | +1 |
| 3   | Qatar               | 5   | 5 | 1 | 3 | 1 | 4  | 5  | -1 |
| 4   | Cina                | 4   | 5 | 2 | 0 | 3 | 5  | 6  | -1 |
| 5   | Arabia Saudita      | 4   | 5 | 1 | 2 | 2 | 4  | 5  | -1 |
| 6   | Corea del Nord      | 3   | 5 | 1 | 1 | 3 | 2  | 4  | -2 |

 Corea del Sud e   Emirati Arabi Uniti qualificati.